# Nexhmie Zaimi
Nexhmie Zaimi (ur. 14 maja 1917 w Libohovie, zm. 18 kwietnia 2003 w Santa Barbara) – albańsko-amerykańska dziennikarka i pisarka.

## Życiorys
Urodziła się i wychowała w tradycyjnej muzułmańskiej rodzinie albańskiej, była córką urzędnika Mustafy Zaimiego. Razem z bratem Mehmetem uczęszczała na lekcje w szkole prowadzonej przez amerykańskich misjonarzy w Kavai. Kiedy była nastolatką, rodzina próbowała zmusić ją do wyjścia za mąż za znacznie starszego od niej mężczyznę. Nexhmie, z pomocą nauczycieli ze szkoły amerykańskiej udało się uciec z domu i wyjechać w 1933 z Albanii. Ukończyła naukę w Wellesley College, a następnie zajmowała się działalnością charytatywną. Po przyjęciu obywatelstwa amerykańskiego podjęła studia dziennikarskie w Columbia University w Nowym Jorku i poślubiła biznesmena Henry'ego Margolisa. Ze związku z Margolisem przyszedł na świat syn Eric, a para rozwiodła się w latach 50.
W czasie II wojny światowej pracowała w Office of Strategic Services (OSS). Po zakończeniu wojny działała w diasporze albańskiej w Stanach Zjednoczonych. Pełniła funkcję prezeski Panalbańskiego Stowarzyszenia Vatra, najbardziej wpływowej organizacji albańskiej w USA. W latach 50. zajmowała się głównie pracą dziennikarską, prowadząc wywiady z politykami z krajów arabskich i specjalizując się w tematyce bliskowschodniej. Postępująca utrata wzroku w latach 80. zmusiła ją do ograniczenia aktywności zawodowej. W tym czasie przeprowadziła się z Nowego Jorku do Santa Barbara, gdzie spędziła ostatnie lata życia. 
Dwukrotnie w ciągu swojego życia odwiedziła Albanię – pierwszy raz w 1939, a następnie w 1986. W czasie pobytu w Albanii funkcjonariusze Sigurimi zażądali od niej przygotowania materiału dla CNN, w którym miała przedstawić Amerykanom sukcesy komunizmu w Albanii. Kiedy odmówiła, została uznana za persona non grata przez władze komunistyczne i wydalona z kraju.

## Twórczość
W 1938 ukazała się autobiografia Nexhmie Zaimi (Daughter of the Eagle), która wkrótce stała się bestsellerem w Stanach Zjednoczonych.